# Озеки
Озеки (на японски: 大関) е вторият най-висок ранг в японския спорт сумо след Йокозуна („велик шампион“).
До 1899 г. озеки е най-престижният ранг в сумото. За да стане „озеки“, сумо борецът трябва да с ранг секиваке и да постигне поне 33 победи в 3 последователни сумо турнира.

## Повишаване в рангозеки
Повишаването на сумист в ранг озеки изисква изключително представяне в няколко последователни турнира. Само сумист с ранг секиваке може да бъде обсъждан за повишение ако е постигнал поне 30 победи в последните три турнира като в последния от тях трябва да има поне 10 победи. Повишението е в резултат на субективни критерии тъй като не съществуват прости написани правила. Счита се, че 33 победи в рамките на три турнира са почти сигурна гаранция за повишение.
Други фактори които оказват влияние на повишението са например спечелен турнир или победа над йокозуна както и общи характеристики на сумиста като постоянство в резултатите, боен дух, качество на сумото – например използването на непозволени прийоми или определени техники може да бъде отчетено като недостойно за високия ранг озеки.
Повишенията се предлагат на Борда на Директорите на Японската Сумо Асоцация от специален комитет по повишенията. Ако става въпрос за първо повишение член на Борда на Директорите отива на официална визита в школата за да информира новоизбрания озеки. Той от своя страна обикновено държи реч в която обещава да прави всичко по силите си за да пази достойнството на ранга.
През ерата Едо, много борци често дебютират като озеки само заради внушителната си фигура въпреки че качествата им не са проверени в бой. Тази система се е наричала озеки-гост (看板大関 канбан озеки). Разбира се много от тях скоро са изчезнали от турнирите, но някои са останали като истински борци. Най-забележителния пример е Таниказе Каджиносуке – четвъртият йокозуна.

## Предимствата на рангозеки
- Получава 3-годишно временно членство в сумо-асоциацията при „пенсиониране“, ако дотогава не

притежава дял.
- Получава по-висш ранг в сумо-асоциацията, когато се откаже от активна спортна дейност.
- Получава еднократна пенсия при отказване, а сумата се определя от славата и силата му.
- Има запазено място за паркиране пред офиса на сумо асоциацията.
- Може да участва в избора на директорите на сумо асоциацията.
- Получава допълнителни помощници сред младите борци в школата.
- Може да бъде канен да представлява борците при посещение на ВИП гости по време на турнири.
- Може да носи пурпурна препаска.

## Понижение от рангозеки
Също като другите рангове в сумото с изключение на йокозуна озеки може да бъде понижен до по-долен ранг. За разлика от останалите рангове при озеки понижението е процедура от две стъпки. При пръв случай на турнир с отрицателен резултат – макекоши озеки получава статут кадобан. Ако в следващия турнир покаже положителен резултат качикоши той възстановява нормалния си статут на озеки. Ако от друга страна покаже отрицателен резултат той бива понижен до секиваке.
Ако в турнира непосредствено след понижението от озеки сумистът спечели поне 10 схватки автоматично се възстановява рангът му на озеки. Ако обаче покаже по-слаб резултат от 10 победи той се третира като всеки друг сумист при по-нататъшни опити да се издигне до озеки. Тази система е въведена на турнира в Нагоя през 1969 г. Оттогава четирима сумисти са успявали да се завърнат автоматично в ранг озеки: Миеноуми, Таканонами, Мусояма и Точиазума (който успява на два пъти).

## Активни озеки
Към януари 2015 г. носители на ранг озеки са :
- Котошогику от ноември 2006
- Кисеносато от януари 2007
- Гоейдо от септември 2008